# Sitio de Asselt
Se conoce como sitio de Asselt al asedio que los francos sometieron a un asentamiento vikingo en Asselt, Países Bajos, en el año 882. Aunque los vikingos no se vieron obligados a abandonar su campamento por la fuerza de las armas, si se vieron forzados a ello tras llegar a un acuerdo tras el cual su caudillo, Godofredo de Frisia, se sometió a vasallaje y se convirtió al cristianismo.
Se desconoce el emplazamiento exacto donde tuvo lugar el asedio, aunque los mapas contemporáneos mencionan Ascloha, cerca del río Mosa. A menudo se ha citado a Elsloo, al norte de Maastricht, y otras veces Asselt, cerca de Roermond. Elsloo se sitúa a más de catorce millas del Rin donde según los Anales de Fulda tuvieron lugar los hechos.
Cuando Carlos III el Gordo obtuvo la corona de Francia Oriental a principios de mayo en Ratisbona, convocó una asamblea de nobles Worms para determinar que medidas debían adoptar contra los vikingos que se habían asentado en Asselt. Se reunió un ejército compuesto por francos, alamanes, bávaros, turingios, sajones y lombardos que se dirigieron al norte para expulsar a los nórdicos. Lombardos, alamanes y francos tomaron el flanco del Rin al oeste mientras que los bávaros hicieron un frente en Andernach. El nuevo emperador, tomando al pie de la letra la cita «¿Qué me importa si gano por fuerza o con trucos?» como estrategia, envió a los bávaros de Arnulfo de Carintia y los francos de Enrique de Franconia para emboscar a los inadvertidos vikingos.
Según los Anales Fuldenses, el asentamiento estuvo a punto de someterse cuando Liutward de Vercelli, sobornado por los vikingos, convenció al emperador para reunirse con los enviados de Godofredo y concertar la paz e intercambiar prisioneros. A Godofredo se le garantizó Kennemerland como vasallo (que anteriormente había gobernado otro vikingo, Rorik de Dorestad), y Carlos aceptó pagar un danegeld a un caudillo vikingo llamado Sigifrid, un tributo procedente en gran parte de las arcas de las iglesias. 
Los anales retratan un ejército muy disgustado con su emperador y menciona que la emboscada inicial fue frustrada por traidores y el posterior asedio —que duró doce días— la propagación de una plaga provocada por la descomposición de cadáveres y una granizada muy severa. Godofredo, según este relato, hizo los juramentos a Carlos prometiendo nunca volver a devastar el reino con saqueos, abrazar el cristianismo y aceptar ser bautizado, actuando Carlos como su padrino. Uno de los escritores de los anales, cuyo origen era de Maguncia, ofrece una imagen muy pobre y parcial de Carlos porque su superior, el arzobispo Liutberto, había sido depuesto de su rango en la corte con la sucesión de Carlos.